# 오고촌 (와카야마현)
오고촌(応其村)은 와카야마현 이토군에 설치되었던 촌이다. 현재의 하시모토시에 해당한다.